# Rafan Sidibé
Rafan Sidibé (Bamako, 12 marzo 1984) è un calciatore maliano, attaccante del Djoliba.

## Carriera

### Nazionale
Gioca con la selezione olimpica le olimpiadi di Atene 2004.